# Ojnihol Bobonazarova
Ojnihol Bobonazarova (tadzjikiska: Ойниҳол Бобоназарова) är en tadzjikisk advokat och människorättsaktivist från Tadzjikistan.
Bobonazarova arbetade som advokat när hon 1993 fängslades anklagad för förräderi. Hon avtjänade ett par månaders fängelsestraff som politisk fånge och började efter sin fängelsetid arbeta med frågor som rörde mänskliga rättigheter. 
Bobonazarova engagerade sig särskilt i kvinnors rättigheter, men hon riktade även kritik mot den tortyr som användes i landets fängelser genom sitt arbete i organisationen Coalition against torture.
2013 meddelade Bobonazarova att hon tänkte ställa upp som den första kvinnliga presidentkandidaten i Tadzjikistan. Hon fick inte tillräckligt mycket stöd för att gå vidare med denna kandidatur.
År 2014 tilldelades Bobonazarova International Women of Courage Award.